# Constantino Bayle
Constantino Bayle y Prieto (Zarza de Granadilla, 1882-Madrid, 1953) fue un jesuita y escritor español.

## Biografía
Nacido el 11 de marzo de 1882 en el municipio cacereño de Zarza de Granadilla, fue miembro de la Compañía de Jesús. Falleció el 20 de febrero de 1953 en Madrid. Defensor del golpe de Estado de 1936 y propagandista del nacionalcatolicismo, fue autor de títulos como España en Indias (1940), España y la educación popular en América (1941), El Dorado Fantasma (1943), El protector de indios (1945) y Los cabildos seculares en la América española (1952), entre otros.